# Maniobra de Bracht

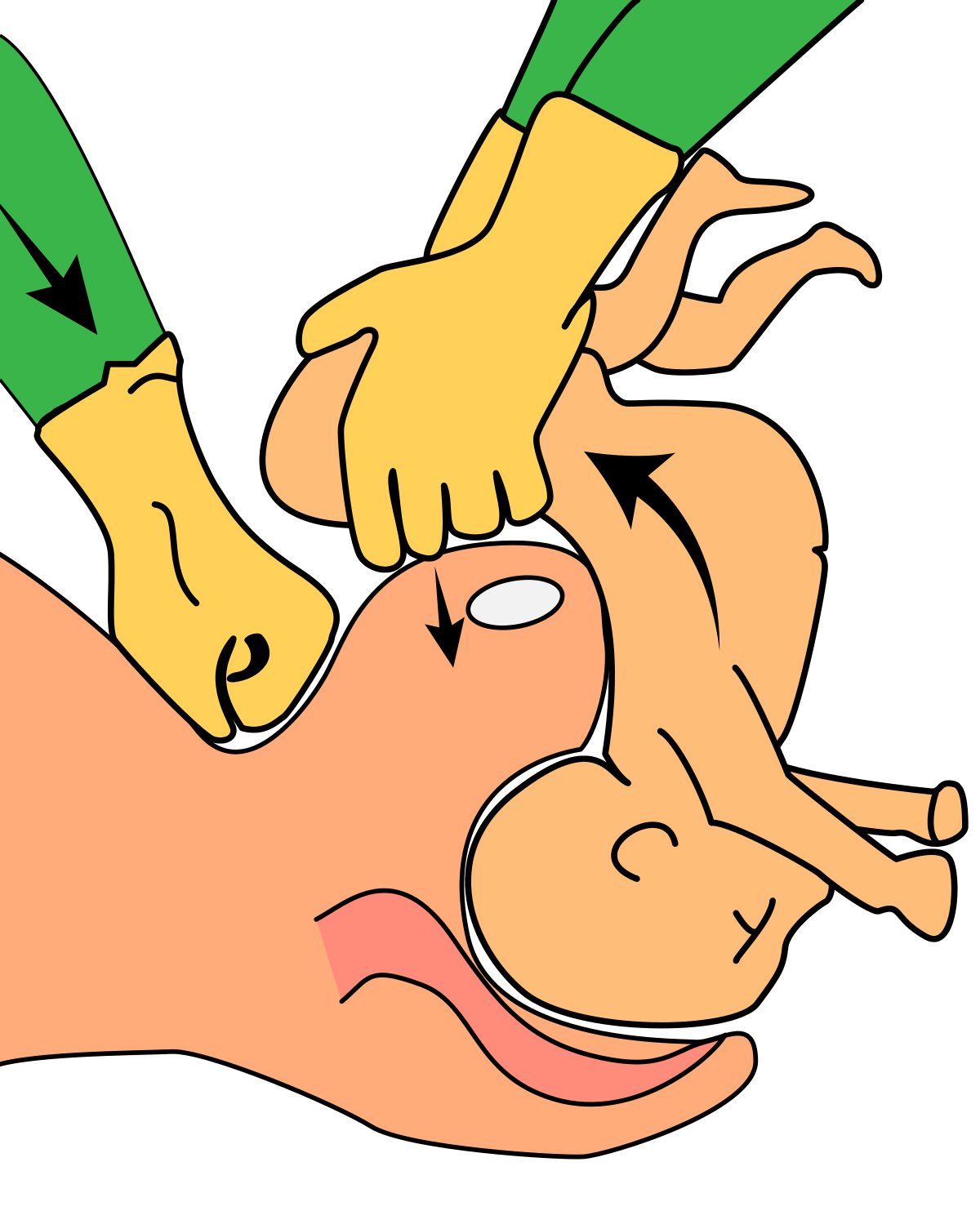
Maniobra de Bracht.

La maniobra de Bracht es un procedimiento de la obstetricia para facilitar el parto de nalgas. Fue desarrollado por el ginecólogo Erich Bracht alrededor de 1935.
Esta técnica se inicia cuando la expulsión espontánea del feto ha llegado hasta la aparición del ángulo del omóplato y permite la liberación de los hombros y de la cabeza sin la necesidad de introducir la mano en los genitales.

## Técnica
El obstetra rodea con ambos manos las nalgas del feto en forma de cinturón y se lo incurva de modo de hacer girar su tronco, lentamente sin tirar, alrededor de la sínfisis del pubis, mientras que un ayudante ejerce desde el abdomen una presión firme y sostenida sobre la cabeza fetal.
Cuando los brazos se desprenden el ayudante sigue empujando, mientras que el obstetra lleva la nalga del feto sobre el hipogastrio de la madre, facilitando así el desprendimiento de la cabeza.
Cabe destacar que la maniobra de Bracht se debe realizar lentamente y sin tirar, de lo contrario se pueden producir lesiones en la columna vertebral.